# Elezioni comunali in Toscana del 2009
Le elezioni comunali in Toscana del 2009 si tennero il 6 e 7 giugno, con ballottaggio il 21 e 22 giugno.

## Provincia di Arezzo

### Cortona
| Candidati                            | Candidati                 | Voti                 | %     | Liste                   | Voti   | %     | Seggi |
| ------------------------------------ | ------------------------- | -------------------- | ----- | ----------------------- | ------ | ----- | ----- |
|                                      | Andrea Vignini ✔️ Sindaco | 8.455                | 61,70 | Partito Democratico     | 5.799  | 44,04 | 11    |
| Partito della Rifondazione Comunista | Andrea Vignini ✔️ Sindaco | 8.455                | 61,70 | 848                     | 6,44   | 1     |       |
| Sinistra e Libertà                   | Andrea Vignini ✔️ Sindaco | 8.455                | 61,70 | 703                     | 5,35   | 1     |       |
| Comunisti Italiani                   | Andrea Vignini ✔️ Sindaco | 8.455                | 61,70 | 433                     | 3,29   | -     |       |
| Italia dei Valori                    | Andrea Vignini ✔️ Sindaco | 8.455                | 61,70 | 302                     | 2,29   | -     |       |
|                                      | Lucio Consiglio           | 4.746                | 34,63 | Il Popolo della Libertà | 3.519  | 26,73 | 5     |
| Lucio Consiglio Sindaco              | Lucio Consiglio           | 4.746                | 34,63 | 1.000                   | 7,59   | 1     |       |
| Sinistra Cortonese                   | Lucio Consiglio           | 4.746                | 34,63 | 107                     | 0,81   | -     |       |
| Seggio di coalizione                 | Seggio di coalizione      | Seggio di coalizione | 34,63 | 1                       |        |       |       |
|                                      | Claudio Bucaletti         | 503                  | 3,67  | Unione di Centro        | 456    | 3,46  | -     |
| Totale                               | Totale                    | 13.704               | 100   |                         | 13.167 | 100   | 20    |

### San Giovanni Valdarno
| Candidati                 | Candidati                      | Voti  | %     | Liste                                | Voti  | %     | Seggi |
| ------------------------- | ------------------------------ | ----- | ----- | ------------------------------------ | ----- | ----- | ----- |
|                           | Maurizio Viligiardi ✔️ Sindaco | 6.571 | 66,55 | Partito Democratico                  | 4.408 | 47,75 | 11    |
| Italia dei Valori         | Maurizio Viligiardi ✔️ Sindaco | 6.571 | 66,55 | 634                                  | 6,87  | 1     |       |
| Cresce San Giovanni       | Maurizio Viligiardi ✔️ Sindaco | 6.571 | 66,55 | 626                                  | 6,78  | 1     |       |
| Sinistra per San Giovanni | Maurizio Viligiardi ✔️ Sindaco | 6.571 | 66,55 | 582                                  | 6,30  | 1     |       |
|                           | Carlo Bellacci                 | 1.526 | 15,45 | Il Popolo della Libertà-Lega Nord    | 1.426 | 15,45 | 3     |
|                           | Antonino Pia                   | 1.282 | 12,98 | Per Un'Altra San Giovanni            | 1.108 | 12,00 | 2     |
|                           | Leonardo Cardinali             | 495   | 5,01  | Partito della Rifondazione Comunista | 448   | 4,85  | 1     |
| Totale                    | Totale                         | 9.874 | 100   |                                      | 9.232 | 100   | 20    |

## Provincia di Firenze

### Firenze
| Candidati                                   | Candidati                             | Voti                        | %     | Liste                                   | Voti    | %     | Seggi |
| ------------------------------------------- | ------------------------------------- | --------------------------- | ----- | --------------------------------------- | ------- | ----- | ----- |
|                                             | Matteo Renzi Accede al ballottaggio   | 97.882                      | 47,40 | Partito Democratico                     | 68.245  | 35,29 | 22    |
| Lista Renzi                                 | Matteo Renzi Accede al ballottaggio   | 97.882                      | 47,40 | 10.526                                  | 5,44    | 3     |       |
| Italia dei Valori                           | Matteo Renzi Accede al ballottaggio   | 97.882                      | 47,40 | 5.540                                   | 2,86    | 1     |       |
| Sinistra per Firenze                        | Matteo Renzi Accede al ballottaggio   | 97.882                      | 47,40 | 4.478                                   | 2,32    | 1     |       |
| Facce Nuove a Palazzo Vecchio               | Matteo Renzi Accede al ballottaggio   | 97.882                      | 47,40 | 3.889                                   | 2,01    | 1     |       |
| Comunisti Fiorentini                        | Matteo Renzi Accede al ballottaggio   | 97.882                      | 47,40 | 1.843                                   | 0,95    | -     |       |
|                                             | Giovanni Galli Accede al ballottaggio | 66.362                      | 32,14 | Il Popolo della Libertà                 | 39.361  | 20,36 | 9     |
| Giovanni Galli Sindaco                      | Giovanni Galli Accede al ballottaggio | 66.362                      | 32,14 | 17.563                                  | 9,08    | 4     |       |
| Lega Nord                                   | Giovanni Galli Accede al ballottaggio | 66.362                      | 32,14 | 2.660                                   | 1,38    | -     |       |
| No Tramvia                                  | Giovanni Galli Accede al ballottaggio | 66.362                      | 32,14 | 1.085                                   | 0,56    | -     |       |
| Firenze Animalista                          | Giovanni Galli Accede al ballottaggio | 66.362                      | 32,14 | 754                                     | 0,39    | -     |       |
| Pensionati Democratici Italiani             | Giovanni Galli Accede al ballottaggio | 66.362                      | 32,14 | 183                                     | 0,09    | -     |       |
| Seggio al candidato sindaco                 | Seggio al candidato sindaco           | Seggio al candidato sindaco | 32,14 | 1                                       |         |       |       |
|                                             | Valdo Spini                           | 17.282                      | 8,37  | Spini per Firenze (Verdi - MRE)         | 7.692   | 3,98  | 1     |
| Rifondazione Comunista - Comunisti Italiani | Valdo Spini                           | 17.282                      | 8,37  | 4.954                                   | 2,56    | -     |       |
| Sinistra per la Costituzione                | Valdo Spini                           | 17.282                      | 8,37  | 833                                     | 0,43    | -     |       |
| Seggio al candidato sindaco                 | Seggio al candidato sindaco           | Seggio al candidato sindaco | 8,37  | 1                                       |         |       |       |
|                                             | Ornella De Zordo                      | 8.519                       | 4,13  | Un'Altra Città                          | 7.336   | 3,79  | 1     |
|                                             | Mario Razzanelli                      | 6.844                       | 3,31  | Comitati Cittadini (A)                  | 6.325   | 3,27  | 1     |
|                                             | Marco Carraresi                       | 4.457                       | 2,16  | Unione di Centro                        | 4.556   | 2,36  | -     |
|                                             | Alfonso Bonafede                      | 3.748                       | 1,82  | Lista Civica 5 Stelle                   | 3.717   | 1,92  | -     |
|                                             | Paolo Poggi                           | 768                         | 0,37  | Popolo Città Nazione (Destra - FT - FN) | 755     | 0,39  | -     |
|                                             | Maria Lascialfari                     | 632                         | 0,31  | Partito Comunista dei Lavoratori        | 1.076   | 0,56  | -     |
| Totale                                      | Totale                                | 206.494                     | 100   |                                         | 193.371 | 100   | 46    |

- La lista contrassegnata con la lettera A è apparentata al secondo turno con il candidato sindaco Giovanni Galli.

Ballottaggio
| Candidati | Candidati               | Voti    | %     |
| --------- | ----------------------- | ------- | ----- |
|           | Matteo Renzi ✔️ Sindaco | 100.223 | 59,51 |
|           | Giovanni Galli          | 68.182  | 40,49 |
| Totale    | Totale                  | 168.405 | 100   |

### Bagno a Ripoli
| Candidati                     | Candidati                    | Voti   | %     | Liste                                | Voti   | %     | Seggi |
| ----------------------------- | ---------------------------- | ------ | ----- | ------------------------------------ | ------ | ----- | ----- |
|                               | Luciano Bartolini ✔️ Sindaco | 9.355  | 59,81 | Partito Democratico                  | 7.134  | 47,56 | 12    |
| Italia dei Valori             | Luciano Bartolini ✔️ Sindaco | 9.355  | 59,81 | 640                                  | 4,27   | 1     |       |
| Sinistra per Bagno a Ripoli   | Luciano Bartolini ✔️ Sindaco | 9.355  | 59,81 | 498                                  | 3,32   | -     |       |
| Riformisti per Bagno a Ripoli | Luciano Bartolini ✔️ Sindaco | 9.355  | 59,81 | 417                                  | 2,78   | -     |       |
| Comunisti Italiani            | Luciano Bartolini ✔️ Sindaco | 9.355  | 59,81 | 338                                  | 2,25   | -     |       |
|                               | Alberto Briccolani           | 4.228  | 27,03 | Il Popolo della Libertà              | 4.097  | 27,31 | 6     |
|                               | Beatrice Bensi               | 862    | 5,51  | Cittadinanza Attiva                  | 736    | 4,91  | 1     |
|                               | Giuseppe Carriero            | 659    | 4,21  | Unione di Centro                     | 623    | 4,15  | -     |
|                               | Fabrizio Carmagnini          | 537    | 3,43  | Partito della Rifondazione Comunista | 517    | 3,45  | -     |
| Totale                        | Totale                       | 15.641 | 100   |                                      | 15.000 | 100   | 20    |

### Borgo San Lorenzo
| Candidati            | Candidati                                 | Voti                 | %     | Liste                                  | Voti  | %     | Seggi |
| -------------------- | ----------------------------------------- | -------------------- | ----- | -------------------------------------- | ----- | ----- | ----- |
|                      | Giovanni Bettarini Accede al ballottaggio | 4.775                | 46,12 | Progressisti Democratici               | 3.957 | 40,90 | 11    |
| Sinistra per Borgo   | Giovanni Bettarini Accede al ballottaggio | 4.775                | 46,12 | 587                                    | 6,07  | 1     |       |
|                      | Fulvio Boni Accede al ballottaggio        | 1.930                | 18,64 | Il Popolo della Libertà                | 1.834 | 18,96 | 3     |
|                      | Piera Ballabio                            | 1.860                | 17,97 | Lista Civica per Borgo                 | 943   | 9,75  | 1     |
| Libero Mugello       | Piera Ballabio                            | 1.860                | 17,97 | 685                                    | 7,08  | 1     |       |
| Seggio di coalizione | Seggio di coalizione                      | Seggio di coalizione | 17,97 | 1                                      |       |       |       |
|                      | Mauro Pinzauti                            | 1.616                | 15,61 | Partito della Rifondazione Comunista   | 1.511 | 15,62 | 2     |
|                      | Claudio Cecchini                          | 172                  | 1,66  | La Destra-Fiamma Tricolore-Forza Nuova | 157   | 1,62  | -     |
| Totale               | Totale                                    | 10.353               | 100   |                                        | 9.674 | 100   | 20    |

### Calenzano
| Candidati                   | Candidati                   | Voti                        | %     | Liste                                                          | Voti  | %     | Seggi |
| --------------------------- | --------------------------- | --------------------------- | ----- | -------------------------------------------------------------- | ----- | ----- | ----- |
|                             | Alessio Biagioli ✔️ Sindaco | 6.885                       | 68,38 | Partito Democratico                                            | 5.752 | 59,01 | 14    |
| Italia dei Valori           | Alessio Biagioli ✔️ Sindaco | 6.885                       | 68,38 | 415                                                            | 4,26  | 1     |       |
| Sinistra per Calenzano      | Alessio Biagioli ✔️ Sindaco | 6.885                       | 68,38 | 341                                                            | 3,50  | -     |       |
| Partito Socialista          | Alessio Biagioli ✔️ Sindaco | 6.885                       | 68,38 | 122                                                            | 1,25  | -     |       |
|                             | Rocco Di Leone              | 2.223                       | 22,08 | Il Popolo della Libertà                                        | 2.181 | 22,37 | 4     |
| Seggio al candidato sindaco | Seggio al candidato sindaco | Seggio al candidato sindaco | 22,08 | 1                                                              |       |       |       |
|                             | Aureliano Bruno             | 350                         | 3,48  | Lega Nord                                                      | 339   | 3,48  | -     |
|                             | Giuseppe Ianiello           | 336                         | 3,34  | Rifondazione Comunista – Sinistra Europea - Comunisti Italiani | 333   | 3,42  | -     |
|                             | Paolo Vanni                 | 274                         | 2,72  | Unione di Centro                                               | 265   | 2,72  | -     |
| Totale                      | Totale                      | 10.068                      | 100   |                                                                | 9.748 | 100   | 20    |

### Castelfiorentino
| Candidati             | Candidati                      | Voti   | %     | Liste                                | Voti   | %     | Seggi |
| --------------------- | ------------------------------ | ------ | ----- | ------------------------------------ | ------ | ----- | ----- |
|                       | Giovanni Occhipinti ✔️ Sindaco | 7.025  | 67,82 | Partito Democratico                  | 6.055  | 59,90 | 14    |
| Comunisti Italiani    | Giovanni Occhipinti ✔️ Sindaco | 7.025  | 67,82 | 396                                  | 3,92   | -     |       |
| Italia dei Valori     | Giovanni Occhipinti ✔️ Sindaco | 7.025  | 67,82 | 358                                  | 3,54   | -     |       |
| Federazione dei Verdi | Giovanni Occhipinti ✔️ Sindaco | 7.025  | 67,82 | 103                                  | 1,02   | -     |       |
|                       | Carlo Andrea Zini              | 2.772  | 26,76 | Il Popolo della Libertà              | 2.699  | 26,70 | 5     |
|                       | Federica Zunino                | 562    | 5,43  | Partito della Rifondazione Comunista | 498    | 4,93  | 1     |
| Totale                | Totale                         | 10.359 | 100   |                                      | 10.109 | 100   | 20    |

### Certaldo
| Candidati         | Candidati                   | Voti  | %     | Liste                      | Voti  | %     | Seggi |
| ----------------- | --------------------------- | ----- | ----- | -------------------------- | ----- | ----- | ----- |
|                   | Andrea Campinoti ✔️ Sindaco | 5.859 | 60,36 | Partito Democratico        | 5.177 | 55,33 | 11    |
| Italia dei Valori | Andrea Campinoti ✔️ Sindaco | 5.859 | 60,36 | 512                        | 5,47  | 1     |       |
|                   | Lucia Masini                | 2.866 | 29,53 | Il Popolo della Libertà    | 2.746 | 29,35 | 6     |
|                   | Cinzia Orsi                 | 981   | 10,11 | Federazione della Sinistra | 922   | 9,85  | 2     |
| Totale            | Totale                      | 9.706 | 100   |                            | 9.357 | 100   | 20    |

### Empoli
| Candidati                  | Candidati                           | Voti                 | %     | Liste                      | Voti   | %     | Seggi |
| -------------------------- | ----------------------------------- | -------------------- | ----- | -------------------------- | ------ | ----- | ----- |
|                            | Luciana Cappelli Peruzzi ✔️ Sindaco | 13.522               | 50,32 | Partito Democratico        | 11.023 | 42,33 | 17    |
| Italia dei Valori          | Luciana Cappelli Peruzzi ✔️ Sindaco | 13.522               | 50,32 | 1.224                      | 4,70   | 1     |       |
| Sinistra per Empoli        | Luciana Cappelli Peruzzi ✔️ Sindaco | 13.522               | 50,32 | 582                        | 2,23   | -     |       |
| Federazione dei Verdi      | Luciana Cappelli Peruzzi ✔️ Sindaco | 13.522               | 50,32 | 389                        | 1,49   | -     |       |
| Partito Socialista         | Luciana Cappelli Peruzzi ✔️ Sindaco | 13.522               | 50,32 | 194                        | 0,74   | 1     |       |
|                            | Francesco Gracci                    | 7.195                | 26,77 | Il Popolo della Libertà    | 5.895  | 22,64 | 5     |
| Unione di Centro           | Francesco Gracci                    | 7.195                | 26,77 | 996                        | 3,82   | 1     |       |
| Seggio di coalizione       | Seggio di coalizione                | Seggio di coalizione | 26,77 | 1                          |        |       |       |
|                            | Massimo Marconcini                  | 4.333                | 16,12 | Massimo Marconcini Sindaco | 2.197  | 8,44  | 2     |
| Federazione della Sinistra | Massimo Marconcini                  | 4.333                | 16,12 | 1.828                      | 7,02   | 1     |       |
| Seggio di coalizione       | Seggio di coalizione                | Seggio di coalizione | 16,12 | 1                          |        |       |       |
|                            | Massimo Giacomelli                  | 1.277                | 4,75  | Empoli a 5 Stelle          | 1.200  | 4,61  | -     |
|                            | Fabrizio Frosini                    | 547                  | 2,04  | Empoli per Tutti           | 514    | 1,97  | -     |
| Totale                     | Totale                              | 26.874               | 100   |                            | 26.042 | 100   | 30    |

### Fucecchio
| Candidati                   | Candidati               | Voti   | %     | Liste                   | Voti   | %     | Seggi |
| --------------------------- | ----------------------- | ------ | ----- | ----------------------- | ------ | ----- | ----- |
|                             | Claudio Toni ✔️ Sindaco | 7.216  | 58,84 | Partito Democratico     | 5.709  | 47,96 | 11    |
| Federazione della Sinistra  | Claudio Toni ✔️ Sindaco | 7.216  | 58,84 | 749                     | 6,29   | 1     |       |
| Italia dei Valori           | Claudio Toni ✔️ Sindaco | 7.216  | 58,84 | 515                     | 4,33   | -     |       |
| Partito Socialista Italiano | Claudio Toni ✔️ Sindaco | 7.216  | 58,84 | 31                      | 0,26   | -     |       |
|                             | Mario Lupi              | 3.740  | 30,50 | Il Popolo della Libertà | 3.653  | 30,69 | 6     |
|                             | Alessandra Lucci        | 706    | 5,76  | Unione di Centro        | 666    | 5,60  | 1     |
|                             | Michele Liguori         | 602    | 4,91  | Nuovo PSI-Lista Civica  | 580    | 4,87  | 1     |
| Totale                      | Totale                  | 12.264 | 100   |                         | 11.903 | 100   | 20    |

### Lastra a Signa
| Candidati                       | Candidati                 | Voti                 | %     | Liste                                | Voti   | %     | Seggi |
| ------------------------------- | ------------------------- | -------------------- | ----- | ------------------------------------ | ------ | ----- | ----- |
|                                 | Carlo Nannetti ✔️ Sindaco | 6.082                | 54,47 | Partito Democratico                  | 4.422  | 42,05 | 10    |
| Comunisti Italiani              | Carlo Nannetti ✔️ Sindaco | 6.082                | 54,47 | 566                                  | 5,38   | 1     |       |
| Italia dei Valori               | Carlo Nannetti ✔️ Sindaco | 6.082                | 54,47 | 461                                  | 4,38   | 1     |       |
| Partito Socialista              | Carlo Nannetti ✔️ Sindaco | 6.082                | 54,47 | 396                                  | 3,77   | -     |       |
|                                 | Stefania Scarpati         | 3.900                | 34,93 | Il Popolo della Libertà              | 3.124  | 29,70 | 6     |
| Unione di Centro                | Stefania Scarpati         | 3.900                | 34,93 | 429                                  | 4,08   | -     |       |
| Pensionati Democratici Italiani | Stefania Scarpati         | 3.900                | 34,93 | 59                                   | 0,56   | -     |       |
| Seggio di coalizione            | Seggio di coalizione      | Seggio di coalizione | 34,93 | 1                                    |        |       |       |
|                                 | Fabrizio Bertelli         | 852                  | 7,63  | Partito della Rifondazione Comunista | 563    | 5,35  | -     |
| Lastra da Vivere                | Fabrizio Bertelli         | 852                  | 7,63  | 331                                  | 2,96   | -     |       |
| Seggio di coalizione            | Seggio di coalizione      | Seggio di coalizione | 7,63  | 1                                    |        |       |       |
|                                 | Matteo Mannelli           | 331                  | 2,96  | Lastra Futura                        | 302    | 2,87  | 1     |
| Totale                          | Totale                    | 11.165               | 100   |                                      | 10.517 | 100   | 20    |

### Pontassieve
| Candidati                | Candidati                 | Voti   | %     | Liste                                | Voti   | %     | Seggi |
| ------------------------ | ------------------------- | ------ | ----- | ------------------------------------ | ------ | ----- | ----- |
|                          | Marco Mairaghi ✔️ Sindaco | 8.770  | 68,88 | Partito Democratico                  | 6.663  | 54,04 | 13    |
| Italia dei Valori        | Marco Mairaghi ✔️ Sindaco | 8.770  | 68,88 | 1.020                                | 8,27   | 1     |       |
| Sinistra per Pontassieve | Marco Mairaghi ✔️ Sindaco | 8.770  | 68,88 | 427                                  | 3,46   | -     |       |
| Comunisti Fiorentini     | Marco Mairaghi ✔️ Sindaco | 8.770  | 68,88 | 300                                  | 2,43   | -     |       |
| Federazione dei Verdi    | Marco Mairaghi ✔️ Sindaco | 8.770  | 68,88 | 155                                  | 1,26   | -     |       |
|                          | Alessandro Borgheresi     | 3.212  | 25,23 | Il Popolo della Libertà              | 3.098  | 25,13 | 5     |
|                          | Carlo Tozzi               | 751    | 5,90  | Partito della Rifondazione Comunista | 667    | 5,41  | 1     |
| Totale                   | Totale                    | 12.733 | 100   |                                      | 12.330 | 100   | 20    |

### San Casciano in Val di Pesa
| Candidati                             | Candidati                       | Voti                 | %     | Liste                      | Voti  | %     | Seggi |
| ------------------------------------- | ------------------------------- | -------------------- | ----- | -------------------------- | ----- | ----- | ----- |
|                                       | Massimiliano Pescini ✔️ Sindaco | 5.681                | 54,70 | Partito Democratico        | 4.525 | 45,48 | 11    |
| Sinistra per San Casciano             | Massimiliano Pescini ✔️ Sindaco | 5.681                | 54,70 | 613                        | 6,16  | 1     |       |
| Italia dei Valori                     | Massimiliano Pescini ✔️ Sindaco | 5.681                | 54,70 | 341                        | 3,43  | -     |       |
|                                       | Enrico Farina                   | 2.944                | 28,35 | Il Popolo della Libertà    | 2.429 | 24,41 | 4     |
| Cattolici-Laici-Socialisti            | Enrico Farina                   | 2.944                | 28,35 | 357                        | 3,59  | -     |       |
| Seggio di coalizione                  | Seggio di coalizione            | Seggio di coalizione | 28,35 | 1                          |       |       |       |
|                                       | Stefania Pagliai                | 668                  | 6,43  | Futuro Comune              | 638   | 6,41  | 1     |
|                                       | Jacopo Borri                    | 551                  | 5,31  | Unione di Centro           | 532   | 5,35  | 1     |
|                                       | Lucia Carlesi                   | 542                  | 5,22  | Federazione della Sinistra | 302   | 3,04  | -     |
| Laboratorio per un'Altra San Casciano | Lucia Carlesi                   | 542                  | 5,22  | 213                        | 2,14  | -     |       |
| Seggio di coalizione                  | Seggio di coalizione            | Seggio di coalizione | 5,22  | 1                          |       |       |       |
| Totale                                | Totale                          | 10.386               | 100   |                            | 9.950 | 100   | 20    |

### Scandicci
| Candidati                   | Candidati               | Voti                 | %     | Liste                                | Voti   | %     | Seggi |
| --------------------------- | ----------------------- | -------------------- | ----- | ------------------------------------ | ------ | ----- | ----- |
|                             | Simone Gheri ✔️ Sindaco | 18.972               | 64,22 | Partito Democratico                  | 14.330 | 50,53 | 18    |
| Italia dei Valori           | Simone Gheri ✔️ Sindaco | 18.972               | 64,22 | 1.291                                | 4,55   | 1     |       |
| Partito Socialista Italiano | Simone Gheri ✔️ Sindaco | 18.972               | 64,22 | 1.068                                | 3,77   | 1     |       |
| Sinistra per Scandicci      | Simone Gheri ✔️ Sindaco | 18.972               | 64,22 | 780                                  | 2,75   | -     |       |
| Comunisti Italiani          | Simone Gheri ✔️ Sindaco | 18.972               | 64,22 | 472                                  | 1,66   | -     |       |
| Federazione dei Verdi       | Simone Gheri ✔️ Sindaco | 18.972               | 64,22 | 316                                  | 1,11   | -     |       |
|                             | Paolo Marcheschi        | 7.479                | 25,32 | Il Popolo della Libertà              | 6.093  | 21,48 | 6     |
| Guido Gheri Voce al Popolo  | Paolo Marcheschi        | 7.479                | 25,32 | 1.068                                | 3,77   | 1     |       |
| Seggio di coalizione        | Seggio di coalizione    | Seggio di coalizione | 25,32 | 1                                    |        |       |       |
|                             | Bruno Baccani           | 1.144                | 3,87  | Unione di Centro                     | 1.095  | 3,86  | 1     |
|                             | Loretta Mugnaini        | 1.117                | 3,78  | Partito della Rifondazione Comunista | 1.073  | 3,78  | 1     |
|                             | Giuseppe Comanzo        | 536                  | 1,81  | Sinistra per la Costituzione         | 500    | 1,76  | -     |
|                             | Piero Betti             | 295                  | 1,00  | Piero Betti per Scandicci            | 276    | 0,97  | -     |
| Totale                      | Totale                  | 29.543               | 100   |                                      | 28.362 | 100   | 30    |

### Sesto Fiorentino
| Candidati                   | Candidati                  | Voti   | %     | Liste                                | Voti   | %     | Seggi |
| --------------------------- | -------------------------- | ------ | ----- | ------------------------------------ | ------ | ----- | ----- |
|                             | Gianni Gianassi ✔️ Sindaco | 16.528 | 57,57 | Partito Democratico                  | 12.160 | 44,00 | 15    |
| Italia dei Valori           | Gianni Gianassi ✔️ Sindaco | 16.528 | 57,57 | 1.385                                | 5,01   | 1     |       |
| Sinistra per Sesto          | Gianni Gianassi ✔️ Sindaco | 16.528 | 57,57 | 1.118                                | 4,05   | 1     |       |
| Comunisti Italiani          | Gianni Gianassi ✔️ Sindaco | 16.528 | 57,57 | 1.069                                | 3,87   | 1     |       |
| Partito Socialista Italiano | Gianni Gianassi ✔️ Sindaco | 16.528 | 57,57 | 302                                  | 1,09   | -     |       |
|                             | Giandomenico Salvetti      | 6.322  | 22,02 | Il Popolo della Libertà              | 6.154  | 22,27 | 7     |
|                             | Massimo Ferrucci           | 2.216  | 7,72  | Democratici per Sesto                | 2.056  | 7,44  | 2     |
|                             | Massimo Doni               | 1.398  | 4,87  | Partito della Rifondazione Comunista | 1.309  | 4,74  | 1     |
|                             | Silvana Giovannini         | 1.029  | 3,58  | Unione di Centro                     | 971    | 3,51  | 1     |
|                             | Fabrizio Vettori           | 981    | 3,42  | Un'Altra Sesto è Possibile           | 905    | 3,27  | 1     |
|                             | Daniele Francioli          | 233    | 0,81  | Libertà Democrazia Cristiana         | 209    | 0,76  | -     |
| Totale                      | Totale                     | 28.707 | 100   |                                      | 27.638 | 100   | 30    |

### Signa
| Candidati            | Candidati                      | Voti                 | %     | Liste                                  | Voti  | %     | Seggi |
| -------------------- | ------------------------------ | -------------------- | ----- | -------------------------------------- | ----- | ----- | ----- |
|                      | Alberto Cristianini ✔️ Sindaco | 5.684                | 57,40 | Partito Democratico                    | 4.988 | 52,65 | 12    |
| Italia dei Valori    | Alberto Cristianini ✔️ Sindaco | 5.684                | 57,40 | 405                                    | 4,27  | 1     |       |
| Proposta per Signa   | Alberto Cristianini ✔️ Sindaco | 5.684                | 57,40 | 145                                    | 1,53  | -     |       |
|                      | Alessandro Del Taglia          | 2.399                | 24,23 | Il Popolo della Libertà                | 1.867 | 19,71 | 4     |
| Unione di Centro     | Alessandro Del Taglia          | 2.399                | 24,23 | 364                                    | 3,84  | -     |       |
| Seggio di coalizione | Seggio di coalizione           | Seggio di coalizione | 24,23 | 1                                      |       |       |       |
|                      | Francesco Stellacci            | 855                  | 8,63  | Federazione della Sinistra             | 792   | 8,36  | 2     |
|                      | Marcello Fiaschi               | 308                  | 3,11  | Per la Sinistra                        | 284   | 3,00  | -     |
|                      | Antonio Morelli                | 271                  | 2,74  | Una Svolta per Signa                   | 255   | 2,69  | -     |
|                      | Luca Scala                     | 233                  | 2,35  | Listaperta                             | 230   | 2,43  | -     |
|                      | Roberto Parretti               | 152                  | 1,54  | La Destra-Fiamma Tricolore-Forza Nuova | 144   | 1,52  | -     |
| Totale               | Totale                         | 9.902                | 100   |                                        | 9.474 | 100   | 20    |

## Provincia di Grosseto

### Follonica
| Candidati                                | Candidati                             | Voti                 | %     | Liste                                | Voti   | %     | Seggi |
| ---------------------------------------- | ------------------------------------- | -------------------- | ----- | ------------------------------------ | ------ | ----- | ----- |
|                                          | Eleonora Baldi Accede al ballottaggio | 6.036                | 43,27 | Partito Democratico                  | 5.155  | 39,52 | 12    |
| Italia dei Valori                        | Eleonora Baldi Accede al ballottaggio | 6.036                | 43,27 | 286                                  | 2,19   | -     |       |
| Sinistra per Follonica                   | Eleonora Baldi Accede al ballottaggio | 6.036                | 43,27 | 274                                  | 2,10   | -     |       |
|                                          | Simone Turini Accede al ballottaggio  | 5.773                | 41,39 | Il Popolo della Libertà              | 4.053  | 31,07 | 7     |
| Alleanza di Centro per la Libertà        | Simone Turini Accede al ballottaggio  | 5.773                | 41,39 | 503                                  | 3,86   | -     |       |
| Lega Nord                                | Simone Turini Accede al ballottaggio  | 5.773                | 41,39 | 306                                  | 3,25   | -     |       |
| Unione di Centro                         | Simone Turini Accede al ballottaggio  | 5.773                | 41,39 | 203                                  | 1,56   | -     |       |
| Umans-Unione Mare Ambiente Nautica Sport | Simone Turini Accede al ballottaggio  | 5.773                | 41,39 | 178                                  | 1,36   | -     |       |
| Seggio di coalizione                     | Seggio di coalizione                  | Seggio di coalizione | 41,39 | 1                                    |        |       |       |
|                                          | Ubaldo Giardelli                      | 534                  | 3,83  | Follonica a 5 Stelle                 | 509    | 3,90  | -     |
|                                          | Domenico Fiorani                      | 424                  | 3,04  | Partito della Rifondazione Comunista | 364    | 2,79  | -     |
|                                          | Francesco Polemi                      | 397                  | 2,85  | Liste Civiche per Follonica          | 412    | 3,16  | -     |
|                                          | Francesca Bencini                     | 343                  | 2,46  | Comunisti Italiani                   | 318    | 2,44  | -     |
|                                          | Alberto Aloisi                        | 286                  | 2,05  | Socialisti Riformisti                | 307    | 3,25  | -     |
|                                          | Michele Presta                        | 156                  | 1,12  | Ascolta il Cittadino                 | 177    | 1.36  | -     |
| Totale                                   | Totale                                | 13.949               | 100   |                                      | 13.045 | 100   | 20    |

## Provincia di Livorno

### Livorno
| Candidati                   | Candidati                    | Voti                        | %     | Liste                                                | Voti   | %     | Seggi |
| --------------------------- | ---------------------------- | --------------------------- | ----- | ---------------------------------------------------- | ------ | ----- | ----- |
|                             | Alessandro Cosimi ✔️ Sindaco | 46.375                      | 51,53 | Partito Democratico                                  | 37.369 | 43,97 | 21    |
| Italia dei Valori           | Alessandro Cosimi ✔️ Sindaco | 46.375                      | 51,53 | 3.677                                                | 4,33   | 2     |       |
| Sinistra per Livorno        | Alessandro Cosimi ✔️ Sindaco | 46.375                      | 51,53 | 2.911                                                | 3,43   | 1     |       |
| Livorno Città Aperta        | Alessandro Cosimi ✔️ Sindaco | 46.375                      | 51,53 | 1.544                                                | 1,82   | -     |       |
|                             | Marco Taradash               | 25.541                      | 28,38 | Il Popolo della Libertà                              | 16.564 | 19,49 | 8     |
| Governare Livorno           | Marco Taradash               | 25.541                      | 28,38 | 5.194                                                | 6,11   | 2     |       |
| Lega Nord                   | Marco Taradash               | 25.541                      | 28,38 | 1.766                                                | 2,08   | -     |       |
| Seggio al candidato sindaco | Seggio al candidato sindaco  | Seggio al candidato sindaco | 28,38 | 1                                                    |        |       |       |
|                             | Marco Cannito                | 8.075                       | 8,97  | Città Diversa                                        | 2.887  | 3,40  | 1     |
| Federazione dei Verdi       | Marco Cannito                | 8.075                       | 8,97  | 1.955                                                | 2,30   | -     |       |
| Sinistra Critica            | Marco Cannito                | 8.075                       | 8,97  | 1.264                                                | 1,49   | -     |       |
| Seggio al candidato sindaco | Seggio al candidato sindaco  | Seggio al candidato sindaco | 8,97  | 1                                                    |        |       |       |
|                             | Tiziana Bartimmo             | 4.926                       | 5,47  | Rifondazione Comunista - Comunisti Italiani          | 4.971  | 5,85  | 2     |
|                             | Gianfranco Lamberti          | 2.926                       | 3,25  | Confronto per Livorno                                | 2.880  | 3,39  | 1     |
|                             | Sergio Bertini               | 1.416                       | 1,57  | Unione di Centro                                     | 1.350  | 1,59  | -     |
|                             | Patrizio Rossi               | 312                         | 0,35  | Identità e Territorio (La Destra - Fiamma Tricolore) | 265    | 0,31  | -     |
|                             | Bruno Lo Porto               | 245                         | 0,27  | Tutti Insieme per Livorno                            | 233    | 0,27  | -     |
|                             | Natalina Vadalà              | 172                         | 0,19  | Moderazione Popolare                                 | 157    | 0,18  | -     |
| Totale                      | Totale                       | 89.988                      | 100   |                                                      | 84.987 | 100   | 40    |

### Cecina
| Candidati                                                                           | Candidati                                | Voti                 | %     | Liste                                | Voti   | %     | Seggi |
| ----------------------------------------------------------------------------------- | ---------------------------------------- | -------------------- | ----- | ------------------------------------ | ------ | ----- | ----- |
|                                                                                     | Stefano Benedetti Accede al ballottaggio | 8.363                | 49,86 | Partito Democratico                  | 6.193  | 40,22 | 10    |
| Partito Socialista Italiano                                                         | Stefano Benedetti Accede al ballottaggio | 8.363                | 49,86 | 714                                  | 4,64   | 1     |       |
| Italia dei Valori                                                                   | Stefano Benedetti Accede al ballottaggio | 8.363                | 49,86 | 619                                  | 4,02   | 1     |       |
| Sinistra per Cecina (Comunisti Italiani-Federazione dei Verdi-Sinistra Democratica) | Stefano Benedetti Accede al ballottaggio | 8.363                | 49,86 | 449                                  | 2,92   | 1     |       |
|                                                                                     | Paolo Barabino Accede al ballottaggio    | 6.516                | 38,85 | Il Popolo della Libertà              | 3.574  | 23,21 | 5     |
| La Città per la Città                                                               | Paolo Barabino Accede al ballottaggio    | 6.516                | 38,85 | 2.106                                | 13,68  | 2     |       |
| Seggio di coalizione                                                                | Seggio di coalizione                     | Seggio di coalizione | 38,85 | 1                                    |        |       |       |
|                                                                                     | Renzo Belcari                            | 567                  | 3,38  | Partito della Rifondazione Comunista | 546    | 3,55  | -     |
|                                                                                     | Franco Belcari                           | 512                  | 3,05  | Rinnovare Cecina                     | 457    | 2,97  | -     |
|                                                                                     | Michele Bianchi                          | 453                  | 2,70  | Un'Idea in Comune                    | 398    | 2,58  | -     |
|                                                                                     | Marco Marinari                           | 259                  | 1,54  | Unione di Centro                     | 247    | 1,60  | -     |
|                                                                                     | Pasquale Parra                           | 58                   | 0,35  | Blocco Popolare                      | 54     | 0,35  | -     |
|                                                                                     | Pasquale Nocera                          | 44                   | 0,26  | Moderazione Popolare                 | 42     | 0,27  | -     |
| Totale                                                                              | Totale                                   | 16.772               | 100   |                                      | 15.399 | 100   | 20    |

### Collesalvetti
| Candidati                  | Candidati                | Voti  | %     | Liste                   | Voti  | %     | Seggi |
| -------------------------- | ------------------------ | ----- | ----- | ----------------------- | ----- | ----- | ----- |
|                            | Lorenzo Bacci ✔️ Sindaco | 7.398 | 75,44 | Partito Democratico     | 5.336 | 56,42 | 13    |
| Federazione della Sinistra | Lorenzo Bacci ✔️ Sindaco | 7.398 | 75,44 | 728                     | 7,70  | 1     |       |
| Italia dei Valori          | Lorenzo Bacci ✔️ Sindaco | 7.398 | 75,44 | 666                     | 7,04  | 1     |       |
| Sinistra e Libertà         | Lorenzo Bacci ✔️ Sindaco | 7.398 | 75,44 | 368                     | 3,89  | -     |       |
|                            | Emiliano Baggiani        | 2.409 | 24,56 | Il Popolo della Libertà | 2.359 | 24,94 | 5     |
| Totale                     | Totale                   | 9.807 | 100   |                         | 9.457 | 100   | 20    |

### Piombino
| Candidati          | Candidati                 | Voti   | %     | Liste                                | Voti   | %     | Seggi |
| ------------------ | ------------------------- | ------ | ----- | ------------------------------------ | ------ | ----- | ----- |
|                    | Gianni Anselmi ✔️ Sindaco | 13.894 | 66,89 | Partito Democratico                  | 10.236 | 51,09 | 18    |
| Sinistra e Libertà | Gianni Anselmi ✔️ Sindaco | 13.894 | 66,89 | 1.537                                | 7,67   | 2     |       |
| Italia dei Valori  | Gianni Anselmi ✔️ Sindaco | 13.894 | 66,89 | 1.084                                | 5,41   | 2     |       |
| Comunisti Italiani | Gianni Anselmi ✔️ Sindaco | 13.894 | 66,89 | 474                                  | 2,37   | -     |       |
|                    | Federico Pazzaglia        | 3.538  | 17,03 | Il Popolo della Libertà              | 3.476  | 17,35 | 5     |
|                    | Torrino Checcoli          | 1.182  | 5,69  | Partito della Rifondazione Comunista | 1.149  | 5,73  | 1     |
|                    | Luigi Coppola             | 923    | 4,44  | Unione di Centro                     | 871    | 4,35  | 1     |
|                    | Giampiero Amerini         | 735    | 3,54  | Polo per Piombino                    | 726    | 3,62  | 1     |
|                    | Roberto Batistoni         | 498    | 2,40  | Moderati per Piombino                | 484    | 2,42  | -     |
| Totale             | Totale                    | 20.770 | 100   |                                      | 20.037 | 100   | 30    |

### Rosignano Marittimo
| Candidati            | Candidati                                 | Voti                 | %     | Liste                                  | Voti   | %     | Seggi |
| -------------------- | ----------------------------------------- | -------------------- | ----- | -------------------------------------- | ------ | ----- | ----- |
|                      | Alessandro Franchi Accede al ballottaggio | 7.926                | 42,14 | Partito Democratico                    | 6.688  | 38,79 | 17    |
| Italia dei Valori    | Alessandro Franchi Accede al ballottaggio | 7.926                | 42,14 | 757                                    | 4,39   | 1     |       |
| Partito Socialista   | Alessandro Franchi Accede al ballottaggio | 7.926                | 42,14 | 113                                    | 0,66   | -     |       |
|                      | Luca Luparini Accede al ballottaggio      | 4.408                | 23,44 | Il Popolo della Libertà                | 3.434  | 19,92 | 5     |
| Luparini Sindaco     | Luca Luparini Accede al ballottaggio      | 4.408                | 23,44 | 365                                    | 2,12   | -     |       |
| Unione di Centro     | Luca Luparini Accede al ballottaggio      | 4.408                | 23,44 | 264                                    | 1,53   | -     |       |
| Seggio di coalizione | Seggio di coalizione                      | Seggio di coalizione | 23,44 | 1                                      |        |       |       |
|                      | Claudio Ceccanti                          | 2.984                | 15,87 | Rosignano Democratica                  | 1.838  | 10,66 | 2     |
| Il Cambio            | Claudio Ceccanti                          | 2.984                | 15,87 | 626                                    | 3,63   | 1     |       |
| Rosignano Socialista | Claudio Ceccanti                          | 2.984                | 15,87 | 241                                    | 1,40   | -     |       |
| Seggio di coalizione | Seggio di coalizione                      | Seggio di coalizione | 15,87 | 1                                      |        |       |       |
|                      | Giacomo Luppichini                        | 2.505                | 13,32 | Federazione della Sinistra             | 1.559  | 9,04  | 1     |
| Sinistra Democratica | Giacomo Luppichini                        | 2.505                | 13,32 | 446                                    | 2,59   | -     |       |
| Seggio di coalizione | Seggio di coalizione                      | Seggio di coalizione | 13,32 | 1                                      |        |       |       |
|                      | Monica Ciucchi                            | 538                  | 2,86  | Federazione dei Verdi-Lista Arcobaleno | 490    | 2,84  | -     |
|                      | Riccardo Bertini                          | 258                  | 1,37  | Insieme per Contare                    | 239    | 1,39  | -     |
|                      | Paolo Bini                                | 188                  | 1,00  | Lista Libera Il Cancellino             | 180    | 1,04  | -     |
| Totale               | Totale                                    | 18.807               | 100   |                                        | 17.240 | 100   | 30    |

## Provincia di Lucca

### Capannori
| Candidati                       | Candidati                                   | Voti                 | %     | Liste                   | Voti   | %     | Seggi |
| ------------------------------- | ------------------------------------------- | -------------------- | ----- | ----------------------- | ------ | ----- | ----- |
|                                 | Giorgio Del Ghingaro Accede al ballottaggio | 11.976               | 44,84 | Partito Democratico     | 7.601  | 29,86 | 13    |
| I Moderati con Del Ghingaro     | Giorgio Del Ghingaro Accede al ballottaggio | 11.976               | 44,84 | 1.675                   | 6,58   | 3     |       |
| Sinistra per Capannori          | Giorgio Del Ghingaro Accede al ballottaggio | 11.976               | 44,84 | 1.560                   | 6,13   | 2     |       |
| Italia dei Valori               | Giorgio Del Ghingaro Accede al ballottaggio | 11.976               | 44,84 | 473                     | 1,86   | -     |       |
| Capannori Partecipa al Futuro   | Giorgio Del Ghingaro Accede al ballottaggio | 11.976               | 44,84 | 299                     | 1,17   | -     |       |
| Pensionati Democratici Italiani | Giorgio Del Ghingaro Accede al ballottaggio | 11.976               | 44,84 | 58                      | 0,23   | -     |       |
|                                 | Lorenzo Matteucci Accede al ballottaggio    | 10.371               | 38,57 | Il Popolo della Libertà | 6.851  | 26,91 | 7     |
| Insieme con Matteucci           | Lorenzo Matteucci Accede al ballottaggio    | 10.371               | 38,57 | 1.868                   | 7,34   | 2     |       |
| Lega Nord                       | Lorenzo Matteucci Accede al ballottaggio    | 10.371               | 38,57 | 581                     | 2,28   | -     |       |
| La Destra                       | Lorenzo Matteucci Accede al ballottaggio    | 10.371               | 38,57 | 282                     | 1,11   | -     |       |
| Movimento per l'Italia          | Lorenzo Matteucci Accede al ballottaggio    | 10.371               | 38,57 | 222                     | 0,87   | -     |       |
| Toscana Granducale              | Lorenzo Matteucci Accede al ballottaggio    | 10.371               | 38,57 | 59                      | 0,23   | -     |       |
| Seggio di coalizione            | Seggio di coalizione                        | Seggio di coalizione | 38,57 | 1                       |        |       |       |
|                                 | Gaetano Ceccarelli                          | 3.295                | 12,25 | Unione di Centro        | 2,485  | 9,76  | 1     |
| Lista Picchi per Capannori      | Gaetano Ceccarelli                          | 3.295                | 12,25 | 727                     | 2,86   | -     |       |
| Italia Moderata                 | Gaetano Ceccarelli                          | 3.295                | 12,25 | 153                     | 0,60   | -     |       |
| Seggio di coalizione            | Seggio di coalizione                        | Seggio di coalizione | 12,25 | 1                       |        |       |       |
|                                 | Alfredo Pierotti                            | 604                  | 2,25  | Progetto Comune         | 565    | 2,22  | -     |
| Totale                          | Totale                                      | 26.887               | 100   |                         | 25.459 | 100   | 30    |

### Massarosa
| Candidati            | Candidati                             | Voti                 | %     | Liste                   | Voti   | %     | Seggi |
| -------------------- | ------------------------------------- | -------------------- | ----- | ----------------------- | ------ | ----- | ----- |
|                      | Franco Mungai Accede al ballottaggio  | 5.390                | 39,63 | Partito Democratico     | 2.986  | 23,59 | 8     |
| Sinistra Comune      | Franco Mungai Accede al ballottaggio  | 5.390                | 39,63 | 996                     | 7,87   | 2     |       |
| Noi per Massarosa    | Franco Mungai Accede al ballottaggio  | 5.390                | 39,63 | 966                     | 7,63   | 2     |       |
|                      | Lorenzo Ghiara Accede al ballottaggio | 5.732                | 42,15 | Il Popolo della Libertà | 4.705  | 37,18 | 5     |
| Democrazia Cristiana | Lorenzo Ghiara Accede al ballottaggio | 5.732                | 42,15 | 402                     | 3,18   | -     |       |
| Lega Nord            | Lorenzo Ghiara Accede al ballottaggio | 5.732                | 42,15 | 344                     | 2,72   | -     |       |
| Seggio di coalizione | Seggio di coalizione                  | Seggio di coalizione | 42,15 | 1                       |        |       |       |
|                      | Claudio Marlia                        | 1.872                | 13,76 | Unione di Centro        | 850    | 6,72  | 1     |
| Amici per Massarosa  | Claudio Marlia                        | 1.872                | 13,76 | 806                     | 6,37   | -     |       |
| Seggio di coalizione | Seggio di coalizione                  | Seggio di coalizione | 13,76 | 1                       |        |       |       |
|                      | Guglielmo Da Prato                    | 606                  | 4,46  | Rifondazione Comunista  | 601    | 4,75  | -     |
| Totale               | Totale                                | 13.600               | 100   |                         | 12.656 | 100   | 20    |

## Provincia di Pisa

### Pontedera
| Candidati                   | Candidati                  | Voti                 | %     | Liste                     | Voti   | %     | Seggi |
| --------------------------- | -------------------------- | -------------------- | ----- | ------------------------- | ------ | ----- | ----- |
|                             | Simone Millozzi ✔️ Sindaco | 8.823                | 55,79 | Partito Democratico       | 6.932  | 47,59 | 11    |
| Italia dei Valori           | Simone Millozzi ✔️ Sindaco | 8.823                | 55,79 | 584                       | 4,01   | 1     |       |
| Comunisti per Pontedera     | Simone Millozzi ✔️ Sindaco | 8.823                | 55,79 | 411                       | 2,82   | -     |       |
| Partito Socialista Italiano | Simone Millozzi ✔️ Sindaco | 8.823                | 55,79 | 139                       | 0,95   | -     |       |
|                             | Giacomo Zito               | 4.664                | 29,49 | Il Popolo della Libertà   | 3.747  | 25,73 | 5     |
| Lega Nord                   | Giacomo Zito               | 4.664                | 29,49 | 559                       | 3,84   | -     |       |
| Seggio di coalizione        | Seggio di coalizione       | Seggio di coalizione | 29,49 | 1                         |        |       |       |
|                             | Carla Cocilova             | 831                  | 5,25  | Rifondazione Comunista    | 422    | 2,90  | -     |
| In Alto a Sinistra          | Carla Cocilova             | 831                  | 5,25  | 357                       | 2,45   | -     |       |
| Seggio di coalizione        | Seggio di coalizione       | Seggio di coalizione | 5,25  | 1                         |        |       |       |
|                             | Mario Marianelli           | 814                  | 5,15  | Lista Civica Indipendente | 768    | 5,27  | -     |
|                             | Simone Matteoli            | 521                  | 3,29  | Unione di Centro          | 492    | 3,38  | -     |
|                             | Gino Frosini               | 163                  | 1,03  | Comunisti Italiani        | 154    | 1,06  | -     |
| Totale                      | Totale                     | 15.816               | 100   |                           | 14.565 | 100   | 20    |

### San Giuliano Terme
| Candidati                   | Candidati                  | Voti                 | %     | Liste                      | Voti   | %     | Seggi |
| --------------------------- | -------------------------- | -------------------- | ----- | -------------------------- | ------ | ----- | ----- |
|                             | Paolo Panattoni ✔️ Sindaco | 11.415               | 61,44 | Partito Democratico        | 8.738  | 49,14 | 17    |
| Italia dei Valori           | Paolo Panattoni ✔️ Sindaco | 11.415               | 61,44 | 1.245                      | 7,00   | 2     |       |
| Partito Socialista Italiano | Paolo Panattoni ✔️ Sindaco | 11.415               | 61,44 | 496                        | 2,79   | 1     |       |
| Sinistra per San Giuliano   | Paolo Panattoni ✔️ Sindaco | 11.415               | 61,44 | 494                        | 2,78   | -     |       |
|                             | Giacomo Mannocci           | 4.364                | 23,49 | Il Popolo della Libertà    | 3.626  | 20,39 | 6     |
| Lega Nord                   | Giacomo Mannocci           | 4.364                | 23,49 | 471                        | 2,65   | -     |       |
| Seggio di coalizione        | Seggio di coalizione       | Seggio di coalizione | 23,49 | 1                          |        |       |       |
|                             | Claudio Bolelli            | 1.432                | 7,71  | Federazione della Sinistra | 1.403  | 7,89  | 2     |
|                             | Virgilio Luvisotti         | 833                  | 4,48  | Cittadini & Territorio     | 797    | 4,48  | 1     |
|                             | Marco Masoni               | 536                  | 2,88  | Unione di Centro           | 511    | 2,87  | -     |
| Totale                      | Totale                     | 18.580               | 100   |                            | 17.781 | 100   | 30    |

### San Miniato
| Candidati                      | Candidati                     | Voti   | %     | Liste                      | Voti   | %     | Seggi |
| ------------------------------ | ----------------------------- | ------ | ----- | -------------------------- | ------ | ----- | ----- |
|                                | Vittorio Gabbanini ✔️ Sindaco | 9.411  | 56,13 | Partito Democratico        | 7.829  | 48,54 | 12    |
| Italia dei Valori              | Vittorio Gabbanini ✔️ Sindaco | 9.411  | 56,13 | 614                        | 3,97   | -     |       |
| San Miniato Insieme a Sinistra | Vittorio Gabbanini ✔️ Sindaco | 9.411  | 56,13 | 633                        | 3,92   | -     |       |
|                                | Roberto Ferraro               | 3.808  | 22,71 | Il Popolo della Libertà    | 3.737  | 23,17 | 5     |
|                                | Fabio Corsi                   | 1.098  | 6,55  | Federazione della Sinistra | 1.052  | 6,52  | 1     |
|                                | Laura Cavallini               | 1.061  | 6,33  | La Sinistra a San Miniato  | 907    | 5,62  | 1     |
|                                | Michele Di Gianni             | 875    | 5,22  | Unione di Centro           | 858    | 5,32  | 1     |
|                                | Pietro Vanni                  | 512    | 3,05  | Con Pietro Vanni           | 472    | 2,93  | -     |
| Totale                         | Totale                        | 16.765 | 100   |                            | 16.129 | 100   | 20    |

## Provincia di Pistoia

### Monsummano Terme
| Candidati                                              | Candidati                | Voti                 | %     | Liste                   | Voti   | %     | Seggi |
| ------------------------------------------------------ | ------------------------ | -------------------- | ----- | ----------------------- | ------ | ----- | ----- |
|                                                        | Rinaldo Vanni ✔️ Sindaco | 7.164                | 58,79 | Partito Democratico     | 3.589  | 31,24 | 8     |
| Federazione della Sinistra                             | Rinaldo Vanni ✔️ Sindaco | 7.164                | 58,79 | 1.325                   | 11,53  | 2     |       |
| Italia dei Valori-Lista Civica                         | Rinaldo Vanni ✔️ Sindaco | 7.164                | 58,79 | 911                     | 7,93   | 2     |       |
| Cittadini per Monsummano-Socialisti                    | Rinaldo Vanni ✔️ Sindaco | 7.164                | 58,79 | 400                     | 3,48   | -     |       |
| La Sinistra per Monsummano Terme-Federazione dei Verdi | Rinaldo Vanni ✔️ Sindaco | 7.164                | 58,79 | 96                      | 0,84   | -     |       |
|                                                        | Sergio Miglianti         | 4.451                | 36,69 | Il Popolo della Libertà | 2.247  | 19,56 | 4     |
| Sergio Miglianti Sindaco                               | Sergio Miglianti         | 4.451                | 36,69 | 1.592                   | 13,86  | 3     |       |
| Lega Nord                                              | Sergio Miglianti         | 4.451                | 36,69 | 256                     | 2,23   | -     |       |
| Seggio di coalizione                                   | Seggio di coalizione     | Seggio di coalizione | 36,69 | 1                       |        |       |       |
|                                                        | Daniele Ruotolo          | 516                  | 4,25  | Monsummano Giovane      | 470    | 4,09  | -     |
|                                                        | Valentino Apruzzese      | 501                  | 4,13  | Unione di Centro        | 471    | 4,10  | -     |
|                                                        | Gisberto Giacomelli      | 154                  | 1,27  | Sinistra Critica        | 131    | 1,14  | -     |
| Totale                                                 | Totale                   | 12.131               | 100   |                         | 11.488 | 100   | 20    |

### Montecatini Terme
| Candidati                          | Candidati                                | Voti                 | %     | Liste                                                                                       | Voti   | %     | Seggi |
| ---------------------------------- | ---------------------------------------- | -------------------- | ----- | ------------------------------------------------------------------------------------------- | ------ | ----- | ----- |
|                                    | Giuseppe Bellandi Accede al ballottaggio | 4.948                | 42,13 | Partito Democratico                                                                         | 3.571  | 32,00 | 10    |
| Montecatinesi per Bellandi Sindaco | Giuseppe Bellandi Accede al ballottaggio | 4.948                | 42,13 | 650                                                                                         | 5,82   | 2     |       |
| Italia dei Valori-Lista Civica     | Giuseppe Bellandi Accede al ballottaggio | 4.948                | 42,13 | 253                                                                                         | 2,27   | -     |       |
|                                    | Alberto Lapenna Accede al ballottaggio   | 5.410                | 46,07 | Il Popolo della Libertà                                                                     | 3.430  | 30,74 | 6     |
| Amo Montecatini-Riformisti         | Alberto Lapenna Accede al ballottaggio   | 5.410                | 46,07 | 581                                                                                         | 5,21   | 1     |       |
| Unione di Centro                   | Alberto Lapenna Accede al ballottaggio   | 5.410                | 46,07 | 454                                                                                         | 4,07   | -     |       |
| Lega Nord                          | Alberto Lapenna Accede al ballottaggio   | 5.410                | 46,07 | 412                                                                                         | 3,69   | -     |       |
| Alleanza di Centro Destra          | Alberto Lapenna Accede al ballottaggio   | 5.410                | 46,07 | 330                                                                                         | 2,96   | -     |       |
| Forza Montecatini                  | Alberto Lapenna Accede al ballottaggio   | 5.410                | 46,07 | 306                                                                                         | 2,74   | -     |       |
| Pensionati Democratici Italiani    | Alberto Lapenna Accede al ballottaggio   | 5.410                | 46,07 | 19                                                                                          | 0,17   | -     |       |
| Seggio di coalizione               | Seggio di coalizione                     | Seggio di coalizione | 46,07 | 1                                                                                           |        |       |       |
|                                    | Giuseppe Fiore                           | 871                  | 7,42  | La Destra                                                                                   | 675    | 6,05  | -     |
|                                    | Andrea Piazzini                          | 290                  | 2,47  | Rifondazione Comunista-Federazione dei Verdi-La Sinistra per Montecatini-Comunisti Italiani | 295    | 2,64  | -     |
|                                    | Sandro Schiavelli                        | 225                  | 1,92  | Schiavelli per Montecatini                                                                  | 183    | 1,64  | -     |
| Totale                             | Totale                                   | 11.744               | 100   |                                                                                             | 11.159 | 100   | 20    |

### Pescia
| Candidati                                                                 | Candidati                               | Voti                 | %     | Liste                   | Voti   | %     | Seggi |
| ------------------------------------------------------------------------- | --------------------------------------- | -------------------- | ----- | ----------------------- | ------ | ----- | ----- |
|                                                                           | Roberta Marchi Accede al ballottaggio   | 5.010                | 43,99 | Il Popolo della Libertà | 3.324  | 33,05 | 10    |
| Solo per Pescia                                                           | Roberta Marchi Accede al ballottaggio   | 5.010                | 43,99 | 507                     | 5,04   | 1     |       |
| Unione di Centro                                                          | Roberta Marchi Accede al ballottaggio   | 5.010                | 43,99 | 410                     | 4,08   | 1     |       |
| Lega Nord                                                                 | Roberta Marchi Accede al ballottaggio   | 5.010                | 43,99 | 315                     | 3,13   | -     |       |
| La Destra-Pensionati Democratici Italiani                                 | Roberta Marchi Accede al ballottaggio   | 5.010                | 43,99 | 152                     | 1,51   | -     |       |
|                                                                           | Antonio Abenante Accede al ballottaggio | 3.788                | 33,26 | Partito Democratico     | 2.582  | 25,67 | 4     |
| Per il Comune di Pescia (Partito Socialista Italiano-Sinistra per Pescia) | Antonio Abenante Accede al ballottaggio | 3.788                | 33,26 | 353                     | 3,51   | -     |       |
| Italia dei Valori                                                         | Antonio Abenante Accede al ballottaggio | 3.788                | 33,26 | 281                     | 2,79   | -     |       |
| Dodici Castella                                                           | Antonio Abenante Accede al ballottaggio | 3.788                | 33,26 | 176                     | 1,75   | -     |       |
| Seggio di coalizione                                                      | Seggio di coalizione                    | Seggio di coalizione | 33,26 | 1                       |        |       |       |
|                                                                           | Guja Guidi                              | 2.591                | 22,75 | Pescia Democratica      | 839    | 8,34  | 1     |
| Federazione della Sinistra                                                | Guja Guidi                              | 2.591                | 22,75 | 599                     | 5,95   | 1     |       |
| Giovani Pescia Progetto Futuro                                            | Guja Guidi                              | 2.591                | 22,75 | 401                     | 3,99   | -     |       |
| Federazione dei Verdi-Ecologisti                                          | Guja Guidi                              | 2.591                | 22,75 | 120                     | 1,19   | -     |       |
| Seggio di coalizione                                                      | Seggio di coalizione                    | Seggio di coalizione | 22,75 | 1                       |        |       |       |
| Totale                                                                    | Totale                                  | 11.389               | 100   |                         | 10.059 | 100   | 20    |

## Provincia di Prato

### Prato
| Candidati                                     | Candidati                                      | Voti                        | %     | Liste                                | Voti   | %     | Seggi |
| --------------------------------------------- | ---------------------------------------------- | --------------------------- | ----- | ------------------------------------ | ------ | ----- | ----- |
|                                               | Massimo Silvano Carlesi Accede al ballottaggio | 48.020                      | 47,50 | Partito Democratico                  | 38.699 | 39,90 | 14    |
| Italia dei Valori                             | Massimo Silvano Carlesi Accede al ballottaggio | 48.020                      | 47,50 | 4.132                                | 4,26   | 1     |       |
| Sinistra e Libertà                            | Massimo Silvano Carlesi Accede al ballottaggio | 48.020                      | 47,50 | 2.395                                | 2,47   | -     |       |
| Partito dei Comunisti Italiani                | Massimo Silvano Carlesi Accede al ballottaggio | 48.020                      | 47,50 | 1.153                                | 1,19   | -     |       |
| Partito Liberale Italiano - Insieme per Prato | Massimo Silvano Carlesi Accede al ballottaggio | 48.020                      | 47,50 | 133                                  | 0,14   | -     |       |
| Movimento Repubblicani Europei                | Massimo Silvano Carlesi Accede al ballottaggio | 48.020                      | 47,50 | 124                                  | 0,13   | -     |       |
| Seggio al candidato sindaco                   | Seggio al candidato sindaco                    | Seggio al candidato sindaco | 47,50 | 1                                    |        |       |       |
|                                               | Roberto Cenni Accede al ballottaggio           | 45.553                      | 45,06 | Il Popolo della Libertà              | 31.505 | 32,48 | 20    |
| Lega Nord                                     | Roberto Cenni Accede al ballottaggio           | 45.553                      | 45,06 | 4.913                                | 5,07   | 3     |       |
| Unione di Centro                              | Roberto Cenni Accede al ballottaggio           | 45.553                      | 45,06 | 3.101                                | 3,20   | 1     |       |
| La Destra                                     | Roberto Cenni Accede al ballottaggio           | 45.553                      | 45,06 | 1.075                                | 1,11   | -     |       |
| Giovani Pratesi                               | Roberto Cenni Accede al ballottaggio           | 45.553                      | 45,06 | 896                                  | 0,92   | -     |       |
| Prato Civica                                  | Roberto Cenni Accede al ballottaggio           | 45.553                      | 45,06 | 744                                  | 0,77   | -     |       |
| Taiti per Prato                               | Roberto Cenni Accede al ballottaggio           | 45.553                      | 45,06 | 467                                  | 0,48   | -     |       |
| Socialisti Riformisti                         | Roberto Cenni Accede al ballottaggio           | 45.553                      | 45,06 | 349                                  | 0,36   | -     |       |
|                                               | Aldo Milone                                    | 2.721                       | 2,69  | Prato Libera & Sicura (A)            | 2.587  | 2,67  | -     |
|                                               | Fausto Barosco                                 | 1.823                       | 1,80  | Lista Civica 5 Stelle                | 1.807  | 1,86  | -     |
|                                               | Paolo Paoletti                                 | 1.692                       | 1,67  | Partito della Rifondazione Comunista | 1.670  | 1,72  | -     |
|                                               | Alessandro Rubino                              | 366                         | 0,36  | Libertà Legalità Novità              | 344    | 0,35  | -     |
|                                               | Francesco Mazzeo                               | 342                         | 0,34  | I Socialisti per le Libertà (B)      | 340    | 0,35  | -     |
|                                               | Maila Ermini                                   | 318                         | 0,31  | Per il Bene Comune                   | 301    | 0,31  | -     |
|                                               | Renzo Bellandi                                 | 250                         | 0,25  | Sinistra Rosso-Verde                 | 254    | 0,26  | -     |
| Totale                                        | Totale                                         | 101.085                     | 100   |                                      | 96.989 | 100   | 40    |

- Le liste contrassegnate con le lettere A e B sono apparentate al secondo turno con il candidato sindaco Roberto Cenni.

Ballottaggio
| Candidati | Candidati                | Voti   | %     |
| --------- | ------------------------ | ------ | ----- |
|           | Roberto Cenni ✔️ Sindaco | 44.591 | 50,91 |
|           | Massimo Silvano Carlesi  | 42.996 | 49,09 |
| Totale    | Totale                   | 87.587 | 100   |

## Provincia di Siena

### Colle di Val d'Elsa
| Candidati                  | Candidati                 | Voti                 | %     | Liste                   | Voti   | %     | Seggi |
| -------------------------- | ------------------------- | -------------------- | ----- | ----------------------- | ------ | ----- | ----- |
|                            | Paolo Brogioni ✔️ Sindaco | 7.435                | 59,80 | Partito Democratico     | 5.259  | 43,53 | 11    |
| Federazione della Sinistra | Paolo Brogioni ✔️ Sindaco | 7.435                | 59,80 | 662                     | 5,48   | 1     |       |
| Sinistra per Colle         | Paolo Brogioni ✔️ Sindaco | 7.435                | 59,80 | 616                     | 5,10   | 1     |       |
| Italia dei Valori          | Paolo Brogioni ✔️ Sindaco | 7.435                | 59,80 | 406                     | 3,36   | -     |       |
| Riformisti                 | Paolo Brogioni ✔️ Sindaco | 7.435                | 59,80 | 348                     | 2,88   | -     |       |
|                            | Marta Aiazzi              | 2.592                | 20,85 | Il Popolo della Libertà | 1.874  | 15,51 | 3     |
| Lega Nord                  | Marta Aiazzi              | 2.592                | 20,85 | 579                     | 4,79   | -     |       |
| Seggio di coalizione       | Seggio di coalizione      | Seggio di coalizione | 20,85 | 1                       |        |       |       |
|                            | Letizia Franceschi        | 1.691                | 13,60 | Insieme per Colle       | 1.645  | 13,62 | 2     |
|                            | Giorgio Lucchesini        | 716                  | 5,76  | Unione di Centro        | 691    | 5,72  | 1     |
| Totale                     | Totale                    | 12.434               | 100   |                         | 12.080 | 100   | 20    |

### Poggibonsi
| Candidati                      | Candidati                 | Voti                 | %     | Liste                      | Voti   | %     | Seggi |
| ------------------------------ | ------------------------- | -------------------- | ----- | -------------------------- | ------ | ----- | ----- |
|                                | Lucia Coccheri ✔️ Sindaco | 10.742               | 62,42 | Partito Democratico        | 9.147  | 54,75 | 12    |
| Italia dei Valori              | Lucia Coccheri ✔️ Sindaco | 10.742               | 62,42 | 730                        | 4,37   | 1     |       |
| A Sinistra per la Città Futura | Lucia Coccheri ✔️ Sindaco | 10.742               | 62,42 | 662                        | 3,96   | -     |       |
|                                | Sauro Vignozzi            | 4.629                | 26,90 | Il Popolo della Libertà    | 3.710  | 22,21 | 4     |
| Lega Nord                      | Sauro Vignozzi            | 4.629                | 26,90 | 678                        | 4,06   | -     |       |
| Seggio di coalizione           | Seggio di coalizione      | Seggio di coalizione | 26,90 | 1                          |        |       |       |
|                                | Alberto Morandi           | 998                  | 5,80  | Federazione della Sinistra | 975    | 5,84  | 1     |
|                                | Alessio Berni             | 839                  | 4,88  | Liberamente Poggibonsi     | 805    | 4,82  | 1     |
| Totale                         | Totale                    | 17.208               | 100   |                            | 16.707 | 100   | 20    |